# Szymon Marciniak (Musiker)
Szymon Marciniak  (* 1983) ist ein polnischer Kontrabassist. 

## Leben
Szymon Marciniak studierte Kontrabass an den Hochschulen Düsseldorf und Maastricht.
2004 gewann Marciniak den dritten Internationalen J.M. Sperger Wettbewerb und trat in der Folgezeit immer wieder als Solist mit verschiedenen renommierten Orchestern in der ganzen Welt auf.
Zudem war Marciniak in verschiedenen Orchestern angestellt, wie zwischen 2007 und 2013 als Solobassist beim niederländischen Orchester Residentie Orkest in Den Haag und in der Saison 2017/18 an der Philharmonie Dortmund.
Neben seiner Tätigkeit als Orchestermusiker wirkte Marciniak auch als Lehrbeauftragter am Konservatorium im niederländischen Groningen und der Hochschule für Musik und Theater Rostock, bevor er 2020 von der Hochschule für Musik Saar zum Professor berufen wurde.

## Preise (Auswahl)
- 2004: 1. Preis beim dritten Internationalen J.M. Sperger Wettbewerb[6]
- 2017: 2. Preis beim zweiten Internationalen Kontrabass Wettbewerb der Bradetich Foundation[7]